# Nguyễn Hưng Phúc
Nguyễn Hưng Phúc (sinh ngày 10 tháng 8 năm 1927) là một nhà giáo, sĩ quan cao cấp của Quân đội Nhân dân Việt Nam, hàm Thiếu tướng, nguyên Phó giám đốc Học viện Quân y. Ông là giáo sư, tiến sĩ ngành hóa học và được nhà nước Việt Nam phong tặng danh hiệu Nhà giáo Nhân dân.

## Cuộc đời
Nguyễn Hưng Phúc sinh ngày 10 tháng 8 năm 1927 tại thị trấn Ninh Giang, huyện Ninh Giang, tỉnh Hải Dương. Ông nhập ngũ từ năm 1949 và được kết nạp vào Đảng Cộng sản Việt Nam năm 1952. Từ năm 1950 đến 1954, ông là giáo viên Trường trung dược trung cấp và trưởng ban dược chính Phòng quân y Sư đoàn 320. Trong suốt 9 năm từ 1954 đến 1963, ông lần lượt trải qua nhiều chức vụ như Trợ lí kế hoạch của Cục Quân y, Trưởng ban bào chế Viện quân y 12, Giáo viên Trường quân y sĩ. Tháng 5 năm 1963, ông được bổ nhiệm làm Phó chủ nhiệm.
Năm 1973, ông được cử đi nghiên cứu sinh tại Liên Xô. Đến năm 1975, ông được cấp học vị Tiến sĩ. Năm 1986, ông bảo vệ thành công luận án Tiến sĩ chuyên ngành Hóa học, độc học tại Học viện Quân y Liên Xô với đề tài "Hậu quả lâu dài của chiến tranh hóa học do Hoa Kỳ tiến hành ở miền Nam Việt Nam và biện pháp khắc phục" và được cấp học vị Tiến sĩ khoa học. Năm 1988, ông kiêm nhiệm Phó viện trưởng và Chủ nhiệm Bộ môn Độc học Học viện Quân y. Đến năm 1992, ông trở thành Chủ tịch Hội đồng khoa học bảo quản thi hài chủ tịch Hồ Chí Minh, đồng thời được bổ nhiệm làm Phó giám đốc Học viện quân y.
Năm 1995, ông trở thành một trong những Ủy viên của Hội đồng học hàm ngành Dược và đảm nhiệm vai trò này cho đến năm 2000. Ông về hưu vào năm 1997. Ngoài ra, ông còn là ủy viên Hội đồng học hàm nhà nước, chuyên viên đầu ngành hóa độc học của Bộ Quốc phòng. Ông từng chủ nhiệm nhiều đề tài khoa học cấp nhà nước và Bộ Quốc phòng như: "Tổn thương do vũ khí C và phòng chống cho người", "Nhiệm vụ công tác quân y khi địch dùng NBC". Bên cạnh việc nghiên cứu và giảng dạy, ông còn là chủ biên 5 sách giáo khoa về vũ khí hóa học.

## Khen thưởng
- Chức danh:
  - Phó Giáo sư (1980)
  - Giáo sư ngành Dược học, chuyên ngành Độc học quân sự (1984)
- Danh hiệu: Nhà giáo Nhân dân (1986)
- Huân, huy chương:
  - Huân chương Quân công hạng Nhì
  - Huân chương Chiến công hạng Ba
  - Huân chương Chiến thắng hạng Ba
  - Huân chương Kháng chiến chống Mỹ hạng Nhất
  - Huân chương Kháng chiến chống Pháp hạng Ba
  - Huy chương Chiến sĩ vẻ vang hạng Nhất
  - Huy chương Vì sự nghiệp Giáo dục
  - Huy chương Vì sức khỏe Nhân dân
  - Huy chương Vì sự nghiệp Khoa học và Công nghệ

## Lịch sử thụ phong quân hàm
| Năm thụ phong | –      | 1990        |
| ------------- | ------ | ----------- |
| Cấp bậc       | Đại tá | Thiếu tướng |